# Programa Universidade para Todos
O Programa Universidade para Todos (Prouni) é um programa do Governo Federal do Brasil desenvolvido por Fernando Haddad, Ministro da Educação na época, com o objetivo de conceder bolsas de estudo integrais e parciais em cursos de graduação e sequenciais de formação específica, em instituições privadas de ensino superior. Foi instituído pela Lei n.º 11.096, de 13 de janeiro de 2005 na gestão Lula.
Foi criado em 2004, a partir do PL 3.582/2004 encaminhado ao Congresso Nacional. Até 2013, o Prouni permitiu o acesso ao ensino superior a 1,2 milhão de jovens, sendo que 1.116 IES particulares participam atualmente do programa, com uma média equivalente a uma bolsa para cada 10,7 alunos pagantes, o que é significativo, pois 74% das matrículas do ensino superior brasileiro estão nas faculdades particulares, correspondendo a 5,2 milhões de alunos.

## Requisitos
Podem participar do Prouni os estudantes brasileiros que não possuam diploma de curso superior e que atendam a pelo menos uma das condições abaixo:
- ter cursado o ensino médio completo em escola da rede pública;
- ter cursado o ensino médio completo em escola da rede privada, na condição de bolsista integral da própria escola;
- ter cursado o ensino médio parcialmente em escola da rede pública e parcialmente em escola da rede privada, na condição de bolsista integral da própria escola privada;
- ser pessoa com deficiência;
- ser professor da rede pública de ensino, no efetivo exercício do magistério da educação básica e integrando o quadro de pessoal permanente da instituição pública e concorrer a bolsas exclusivamente nos cursos de licenciatura. Nesses casos não há requisitos de renda.

Para concorrer às bolsas integrais o candidato deve ter renda familiar bruta mensal de até um salário mínimo e meio por pessoa (em janeiro/2021 o salário mínimo é de R$ 1.100,00 portanto corresponde até R$ 1.650,00). Para as bolsas parciais de 50%, a renda familiar bruta mensal deve ser de até três salários mínimos por pessoa (pelo mesmo valor de referência, até R$ 3.300,00).[carece de fontes?]

## Como funciona
O processo seletivo do Prouni é composto por duas fases: processo regular e processo de ocupação das bolsas remanescentes ou processo remanescente.
No processo regular pode se inscrever o candidato que tenha participado da edição do Exame Nacional do Ensino Médio (Enem) do ano imediatamente anterior e que tenha obtido, no mínimo, 450 pontos na média das notas das provas do Exame e nota acima de zero na redação.
No processo para ocupação das bolsas remanescentes pode se inscrever o candidato que:
- tenha efetuado inscrição, em todas as suas opções, em cursos com registro de não formação de turma no processo seletivo do Prouni referente ao segundo semestre de 2014;
- seja professor da rede pública de ensino, no efetivo exercício do magistério da educação básica e integrando o quadro de pessoal permanente da instituição pública, para os cursos com grau de licenciatura destinados à formação do magistério da educação básica; ou
- tenha participado do Enem, a partir da edição de 2010, e que tenha obtido, em uma mesma edição do referido exame, média das notas nas provas igual ou superior a 450 pontos e nota superior a zero na redação, correspondendo a aproximadamente metade dos acertos em cada prova.

Em ambos os processos as inscrições são gratuitas e efetuadas exclusivamente pela internet, por meio da página do Prouni.
São realizados dois processos seletivos do Prouni por ano, um no primeiro semestre e outro no segundo semestre. Existe também a lista de espera, com objetivo de preencher as bolsas que sobraram nas chamadas regulares.
Para concorrer às bolsas integrais, o candidato deve ter renda familiar bruta mensal, por pessoa, de até um salário mínimo e meio. Para as bolsas parciais de 50%, a renda familiar bruta mensal deve ser de até três salários mínimos por pessoa. Além disso, o candidato deve satisfazer a pelo menos um dos requisitos abaixo:
- ter cursado o ensino médio completo em escola da rede pública ou em escola da rede particular na condição de bolsista integral da própria escola;
- ser pessoa com deficiência; ou,
- ser professor da rede pública de ensino, no efetivo exercício do magistério da educação básica e integrando o quadro de pessoal permanente da instituição pública e concorrer a bolsas exclusivamente nos cursos de licenciatura. Nesse caso, não é necessário comprovar renda.

### Cotas
Candidatos com deficiência ou autodeclarado indígena, negro ou pardo podem concorrer às bolsas destinadas a políticas de ações afirmativas. Diversos alunos relatam preconceitos e discriminações por serem ProUnistas, o que demonstra que o programa ainda tem um longo caminho a trilhar para quebrar o racismo e a aversão a diversidade enraizados na sociedade.

### Quantidade de bolsas
| 2021 | 146,3 | 150,0 | 296,3 |
| 2020 | 182,9 | 237,4 | 420,3 |

## Diferenças entre Prouni, SISU e FIES
O Prouni se difere de outros dois programas do Ministério da Educação: o Sisu e o FIES.
- Prouni – concede bolsas de estudo integrais e parciais de 50% em instituições privadas de educação superior, em cursos de graduação e sequenciais de formação específica, a estudantes brasileiros sem diploma de nível superior.

- Sisu (Sistema de Seleção Unificada) – plataforma digital na qual instituições públicas de ensino superior oferecem vagas para candidatos participantes do ENEM.[22]

- FIES (Fundo de Financiamento ao Estudante do Ensino Superior) – financia a graduação na educação superior de estudantes matriculados em instituições não gratuitas. O bolsista parcial do Prouni poderá utilizar o FIES para custear os outros 50% da mensalidade, sem a necessidade de apresentação de fiador na contratação do financiamento. Para isso, é necessário que a instituição para a qual o candidato foi selecionado tenha firmado Termo de Adesão ao Fies.[23]

## Critérios
Segundos estudos efetuados em São Paulo, muitas das vezes, os critérios do estudante de escolha da faculdade pelo programa do governo vão principalmente pela proximidade com a sua moradia e de trabalho e representando uma separação socioespacial da maior parte da cidade e estes também são indicados como uns dos principais fatores de desistência do curso.